# La princesse est trop maigre
Pour plus de détails, voir Fiche technique et Distribution.

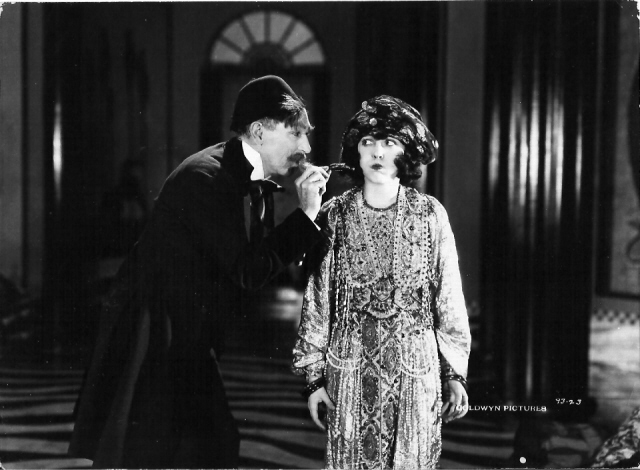
Tully Marshall et Mabel Normand

La princesse est trop maigre (titre original : The Slim Princess) est un film américain réalisé par Victor Schertzinger, sorti en 1920.

## Synopsis
Kalora est la "princesse mince" de Morevana, un pays où l'on aime les gros. Cela déprime sa famille qui doit la marier avant sa sœur cadette Papova qui, elle, est rondelette. Pour résoudre ce problème, son père, le gouverneur général, organise une garden-party et déguise Kalora en lui mettant un costume gonflé d'air. Tout va bien jusqu'à ce que le costume craque et rende à Kalora sa taille normale. Peu après, elle rencontre Pike, un Américain, et en tombe amoureuse. Ayant entendu parer d'une cure contre la minceur, le gouverneur envoie Kalora en Amérique où elle rencontre de nouveau Pike. Il la suit lors de son retour à Morevana. Lorsque le gouverneur découvre qu'il est riche, il veut lui faire épouser Papova, mais découvre alors que c'est la "princesse mince" qu'il aime. 

## Fiche technique
- Titre original : The Slim Princess
- Réalisation : Victor Schertzinger
- Scénario : Gerald C. Duffy (en), d'après la comédie musicale The Slim Princess de Henry Blossom (en) et Leslie Stuart, adaptée de la nouvelle homonyme de George Ade (en)
- Photographie : George Webber
- Production : Samuel Goldwyn
- Société de production : Goldwyn Pictures Corporation
- Société de distribution : Goldwyn Distributing Corporation
- Pays de production :  États-Unis
- Langue originale : anglais
- Format : noir et blanc — 35 mm — 1,37:1 — Film muet
- Genre : Comédie dramatique
- Durée : 50 minutes - 5 bobines
- Date de sortie :
  - États-Unis : 4 juillet 1920
- Licence : domaine public

## Distribution
- Mabel Normand : Kalora
- Hugh Thompson : Pike
- Tully Marshall : Papova
- Russ Powell : le gouverneur général
- Lillian Sylvester : Jeneka
- Harry Lorraine (en) : le policier
- Pomeroy Cannon : le conseiller